# European Weightlifting Federation
Die European Weightlifting Federation ist der europäische Kontinentalverband der Gewichtheber innerhalb des Weltverbandes der Gewichtheber IWF. Die EWF wurde 1969 in Warschau gegründet und hat ihren Hauptsitz in Zürich. Ihr gehören 49 Mitgliedsnationen an.
Die EWF organisiert die jährlich stattfindenden Europameisterschaften im Gewichtheben.

## Mitgliedsverbände
Derzeit sind 49 nationale Gewichtheberverbände Mitglied der EWF. Der nordirische, schottische und walisische Verband sind dabei nur assoziierte Mitglieder, der portugiesische Verband ist derzeit (2017) suspendiert. Mit Armenien, Aserbaidschan, Georgien und der Türkei sind auch Verbände aus eurasischen Ländern Mitglied der EWF. Wie auch bei anderen europäischen kontinentalen Sportverbänden ist auch der israelische Gewichtheberband Mitglied der EWF. Darüber hinaus ist der Exot Monaco und der Gewichtheberverband des diplomatisch nicht überall anerkannten Kosovo EWF-Mitglied. Frühere einflussreiche Mitglieder waren der Deutsche Gewichtheberverband der DDR und der sowjetische Gewichtheberverband.
- Albanien
- Armenien (1992)
- Aserbaidschan
- Belarus
- Belgien (1969)
- Bosnien und Herzegowina (1992)
- Bulgarien (1969)
- Dänemark
- Deutschland (1969)
- Vereinigtes Königreich
- Estland
- Finnland (1969)
- Frankreich (1969)
- Georgien
- Griechenland
- Irland
- Island
- Israel
- Italien (1969)
- Kosovo
- Kroatien (1992)
- Lettland
- Litauen
- Luxemburg
- Malta
- Moldau
- Monaco
- Niederlande
- Nordirland *
- Norwegen (1969)
- Österreich (1969)
- Polen (1969)
- Portugal **
- Rumänien (1969)
- Russland
- San Marino
- Schottland *
- Schweden (1969)
- Schweiz
- Serbien
- Slowakei
- Slowenien
- Spanien (1969)
- Tschechien (1969)
- Türkei (1969)
- Ukraine
- Ungarn (1969)
- Wales *
- Zypern

* Assoziiertes Mitglied

** derzeit suspendiertes Mitglied

## Präsidenten
| Nr | Zeitraum  | Name                     | Land                   |
| -- | --------- | ------------------------ | ---------------------- |
| 1  | 1969–1983 | Janusz Przedpełski       | Polen                  |
| 2  | 1983–1987 | André Coret              | Frankreich             |
| 3  | 1987–1999 | Wally Holland            | Vereinigtes Königreich |
| 4  | 1999–2008 | Waldemar Baszanowski     | Polen                  |
| 5  | 2008–2021 | Antonio Urso             | Italien                |
| 6  | 2021–2021 | Hasan Akkuş              | Türkei                 |
| 7  | 2021–2021 | Maxim Agapitow (Interim) | Russland               |
| 8  | seit 2021 | Antonio Conflitti        | Moldau                 |